# Granma (diari)
El Granma és l'òrgan d'expressió del Comitè Central del Partit Comunista Cubà. El seu nom prové del iot Granma, que va transportar Fidel Castro i altres 81 rebels cap a les platges de Cuba el 1956, iniciant la Revolució Cubana. El Granma va ser fundat el 3 d'octubre del 1965 de la unió d'uns altres dos diaris: Els matutins Revolución i Hoy. La primera edició del diari data del 4 d'octubre d'aquell any, dia en què el PURSC va canviar el seu nom pel de Partit Comunista Cubà (PCC).

## Edicions
El Granma té publicació diària i és àmpliament llegit. Disposa de diverses edicions en altres llengües, que són editades setmanalment en espanyol, portuguès, anglès, francès, italià i alemany i que també són distribuïdes fora del país.
El diari Granma presenta regularment els següents continguts:
- Discursos de Fidel Castro i d'altres líders del govern de Cuba.
- Anuncis oficials del govern cubà.
- Ressalta la participació popular en la història de Cuba en la implantació de la Revolució, anant del segle xix al segle xx.
- Anàlisis de l'Amèrica Llatina i de la política mundial.
- Declaracions de treballadors i camperols de Cuba en defensa de la revolució socialista.
- Notícies sobre el desenvolupament industrial, agrícola, científic, de les arts i dels esports de Cuba.
- Presenta la programació del dia de la televisió.

Les edicions normals són publicades els sis dies de la setmana (excepte els diumenges) i tenen normalment vuit pàgines amb algun suplement eventual. Suplements recents han abordat l'adquisició de furgonetes i camions de la Xina.